# Franck Essomba
Franck Leopold Essomba Tchoungui (ur. 9 lutego 1987 w Duali) – kameruński piłkarz występujący na pozycji pomocnika.

## Kariera
Essomba zadebiutował w kameruńskiej Première Division w barwach Unionu Duala, do którego przeniósł się w 2005 r. z drugoligowego Authentic FC.
W 2008 roku występował w gabońskim US Bitam, z którym zajął drugie miejsce w Division 1. Po zakończeniu rozgrywek podpisał dwuletni kontrakt z algierskim CA Bordj Bou Arreridj. W Ligue Professionnelle 1 zagrał 13 spotkań, ale nie zdobył bramki. Latem 2010 r. Essomba przeszedł do Jagiellonii Białystok. Pierwszy mecz w Ekstraklasie rozegrał 26 września przeciwko Zagłębiu Lubin, a po sezonie rozstał się z klubem. Obecnie zawodnik gra we Francji, w US Roye-Noyon, uczestniczącego w ligach amatorskich. W 2017 przeszedł do FC Mulhouse.